# Półkozic
Półkozic (Kozic, Oślagłowa, Ośle Uszy, Połkoza, Połkozic, Połukoza, Połukozic, Pułkoza, Żebro) – polski herb szlachecki, noszący zawołania Połkoza i Połukoza. Występował głównie w ziemi krakowskiej, sandomierskiej, lubelskiej, łęczyckiej i sieradzkiej. W wyniku unii horodelskiej w 1413 roku przeniesiony na Litwę.
Spośród około 270 rodów (Tadeusz Gajl podaje 274) używających Półkozica, największe znaczenie uzyskali Ligęzowie. Adam Mickiewicz spopularyzował ten herb, przypisując go w Panu Tadeuszu fikcyjnej rodzinie Horeszków.

## Opis herbu
Ośla głowa srebrna w czerwonym polu; spotykana głównie w Wielkopolsce.

### Opis historyczny
Kasper Niesiecki blazonuje herb następująco:

Głowa ośla szara, powinna być w polu czerwonem, na hełmie z korony pół Kozy, w prawą tarczy skierowanej głową wyskakuje, takt że nogi u niej przednie do góry zadarte, rogi na grzbiet złożone, tak go opisują.

#### Informacje dodatkowe
Pierwotnym klejnotem była ośla głowa z szyją, godłu nadawano ponadto różne barwy na przestrzeni lat (patrz sekcja: Ewolucja wizerunku).

### Opis współczesny
Opis skonstruowany współcześnie brzmi następująco:
Na tarczy w polu czerwonym głowa ośla wprost, srebrna.
W klejnocie pół kozła srebrnego.
Labry herbowe czerwone, podbite złotem.

## Geneza

### Najwcześniejsze wzmianki
Najstarszą jest pieczęć Mikołaja sędziego ziemskiego krakowskiego, która wisi u dokumentu z 1354 przechowywanego w archiwum Cystersów w Mogile. Jana starosty łęczyckiego z lat 1370 i 1384, potem następują pieczęcie Michała sędziego ziemskiego krakowskiego z roku 1398, zaś najstarszy zapis pochodzi z 1382: 

Jasko de Sbilutouicz cum Czeskone de ibidem terminum tercium habent pro vituperio, quod sine littera citauit; idem Jasco dixit se esse de clenodio Polugosze.

W 1359 w lasach Płoniny na Wołoszczyźnie, w klęsce poniesionej przeciwko armii mołdawskiej, chorągiew Półkoziców miała wpaść w ręce nieprzyjacielskie.
Chorągiew z Półkozicem Jana Ligęzy brała udział w Bitwie pod Grunwaldem.
W wyniku unii horodelskiej w 1413 przeniesiony na Litwę. Adoptowali: biskup lwowski Jan z Rzeszowa, wojewoda łęczycki Jan Ligęza z Bobrku, kasztelan sandomierski Micha z Bogumiłowic, kasztelan czchowski Jan z Bogumiłowic, sędzia krakowski Paweł z Bogumiłowic i chorąży krakowski Marcin z Wrocimowic. Herb przyjął bojar Wołczko Kulwa. Jednocześnie z 1433 roku pochodzi pieczęć z głową, przypominającą oślą, należąca do dzierżawcy grodzieńskiego Moniwida. Przyczyna tej sprzeczności nie jest znana.
Najwcześniejsze źródło heraldyczne wymieniające herb to datowane na lata 1464–1480 Insignia seu clenodia Regis et Regni Poloniae polskiego historyka Jana Długosza, który zalicza go do rdzennie polskich. Zapisuje on informacje o herbie wśród 71 najstarszych polskich herbów szlacheckich we fragmencie: „Polukosza in campo rubeo caput asininum deferens, quasi media capra. Ex Polonica gente ducens ortum, cuius viri vafri, in Yomeres et simulationem et venacionem procliui.” .

### Ewolucja wizerunku
Wprawdzie barwa pola tarczy herbowej Półkozica jest znana i od samego początku niezmienna, ale ustalenie pierwotnej tynktury godła jest dzisiaj niemożliwe. Najstarsze, średniowieczne wizerunki były w tej kwestii rozbieżne. Półkozica nie wzmiankują XIV wieczne herbarze Bellenville i Geldrii. Pojawia się dopiero w XV wiecznym Herbarzu Złotego Runa. Godło jest tutaj srebrne, zaś herb podpisany jako należący do Martina de Wieszymhow. Wieszymhow to zapewne zniekształcone Wrocimowice.
Znacznie więcej średniowiecznych przekazów podaje czarną barwę godła. Taki wizerunek widnieje w Codex Bergshammar i Stemmata polonica.
Jan Długosz, w swoich Klejnotach po prostu unika podania barwy godła, pisząc:

POLUKOSZA in campo rubeo caput asininium deferens, quasi media capra

 co tłumaczy się na: 

PÓŁKOZIC w polu czerwonym głowę oślą nosi, jak gdyby pół kozy

Oprócz tej najwcześniejszej zachowało się kilka innych średniowiecznych pieczęci z Półkozicem, ale na największą uwagę zasługują dwie, które przekazują informacje na temat klejnotu i labrów w herbie. Są to pieczęcie z lat 1443 i 1463 Michała z Kromołowa i Jana z Czyżowa. Ponadto klejnot i labry opisują też Jana Zamoyskiego notaty (s. 20, nr. 26 z roku 1451). Na wspomnianych pieczęciach herb jest pełny, z klejnotem w postaci oślej głowy na długiej szyi, ozdobiony labrami. W Notatach natomiast, po raz pierwszy pojawia się w hełmie koza, która to wersja stanie się z czasem dominująca.
Przekazy XVI – wieczne nie są jednogłośne w kwestii tynktury godła. Kontynuatorzy Długosza – Chiga, Łętowski, Kamyn, autor edycji Arsenalskiej Klejnotów oraz Rej w Zwierzyńcu i Ambroży z Nysy podają barwę głowy srebrną. Bartosz Paprocki w Gnieździe (1578) i Herbach (1584) barwy nie podaje, zaś Bielski w Kronice (1597) podaje barwę szarą. Ci dwaj autorzy podają wizerunek z labrami. Nietypowa barwa pola zachowała się na predelli z Jaćmierza. Pole herbu ma tu barwę czarną.
XVI-wieczne przedstawienia labrów zachowały się oprócz wspominanych prac Paprockiego i Bielskiego również na portrecie P. Niewiarowskiego, nagrobku K. Krosnowskiej we Włocławku i inskrypcji M. Ligęzy z 1570. Dodatkowo, na portrecie labry są barwne – czerwone, podbite srebrem. Wyjątek od tej, standardowej kompozycji (barwa figury – podbicie, pola – wierzch), stanowi przedstawienie w rękopisie Ossolińskiego, gdzie wierzch jest zielony, podbicie czerwone.
Do wizerunków oślej głowy dołączano niekiedy wysunięty język. Tak było m.in. w obu opracowaniach Paprockiego i w Stemmata polonica.
Najważniejsze herbarze XVI wieku podają kozę jako klejnot herbu. Wizerunek taki widnieje u Paprockiego i Bielskiego. Pojawiają się jednak nadal przedstawienia z samą głową i szyją. Tak jest w Iudicum Paradisis Lochera, Księgach Salomona, rękopisie Ossolińskiego, inskrypcji Ligęzy, portrecie Niewiarowskiego i pieczęci M. Ligęzy z 1569. Nietypowy kształt ma natomiast klejnot z pieczęci Z. Wolskiego z 1569. Jest on podwójny – obok kozy są trzy pióra strusie. Natomiast na nagrobku we Włocławku klejnotem jest ośla głowa.
Większość XVII-wiecznych źródeł milczy na temat barwy godła. Nic o tym nie piszą: Szymon Okolski (1641-1643), Wacław Potocki (1696), ani mniej znane dzieło Kleynoty abo herby państwa y rycerstwa... (1630). Wojciech Wijuk Kojałowicz, w swoim Nomenclatorze (1658) zamieszcza natomiast herb w lustrzanym odbiciu i podaje barwę głowy – szarą. Autorzy jednoznacznie identyfikują klejnot – pół kozy. Odtąd figura ta gości na stałe w klejnocie herbu, zaś inne przedstawienia uznawane są za odmiany.
Pierwszy herbarz wieku XVIII, autorstwa Antoniego Swacha, będący kompilacją prac Bielskiego, Okolskiego i Jana Liwa Herbulta (1705), opisuje barwę głowy jako szarą. Najważniejszy herbarz wieku XVIII, autorstwa Niesieckiego, również podaje barwę głowy szarą.
Barwy głowy nie rozstrzygnął ostatecznie Juliusz Karol Ostrowski w Księdze herbowej rodów polskich. Zbigniew Leszczyc w Herbach szlachty polskiej podaje barwę głowy szarą. Tak samo postępuje Chrząński w swych Tablicach odmian. Z. Leszczyc podaje oprócz tego nietypowe labry – czarne, podbite szarym. Emilian Szeliga-Żernicki w Die polnischen Stammwappen (1904) podaje barwę głowy czarną, zaś kozę – czarną.
Opracowania współczesne, jak Herbarz polski od średniowiecza do XX wieku Tadeusza Gajla, wobec rozbieżności w historycznych herbarzach, przyjmują XVI-wieczną, srebrną tynkturę godła, która pojawia się też w najstarszym średniowiecznym źródle.

### Etymologia
Józef Szymański zgadza się z opinią Aleksandra Brücknera przedstawioną w Encyklopedii staropolskiej (s. 420), że nazwa herbu jest imionowa, mająca odniesienie w nazwie osobowej i jednocześnie obrazowa w stosunku do klejnotu.

### Legenda herbowa
Kasper Niesiecki przytacza takie oto podanie o legendarnym początku herbu:

Rycerz polski imieniem Stawisz, w zamku pewnym Eczech nazwanym od pogan oblężony, długo się i mężnie bronił (...), nieprzyjaciel nie mogąc ani szturmem złamać oblężonych serca, ani bogatymi obietnicami zmiękczyć ostatniego się sposobu chwycił, to jest głodem w zamku zamkniętych wymorzyć, i przymusić do poddania się. Wytrzymali przez jakiś czas oblężeni niedostatek, a potem (...) Stawisz fortelu na nieprzyjaciela zażył; osła i kozę zabić kazał, i skóry wołowe tą krwią pomazawszy, z murów zamku wywiesić kazał; ba i sztukami [mięsa] do obozu pogańskiego rzucać kazał: co obaczywszy nieprzyjaciel (...) od zamku ze wstydem ustąpił. Pan tego zamku (...) cnego kawalera (...) uprzywilejował, że mu tegoż osła głowę i pół kozy (...) w herbie ułożył.

Ośla głowa i koza miały być zatem nagrodą za koncept wojenny, chociaż mądrość tych dwóch zwierząt jest negowana. Osioł to powszechny synonim głupoty, chociaż w heraldyce symbolizuje cierpliwość i umiarkowanie. Natomiast koza, w wielu krajach europejskiego Południa (np. Włochy), to zwierzę brudne, chutliwe i obsceniczne, choć jako figura heraldyczna symbolizuje prostotę, trzeźwość, skromność, cierpliwość, upór, poczucie obowiązku, umiejętność spełniania zamysłów, zwycięstwo polityką i dyplomacją.

## Herbowni
Lista herbownych w artykule sporządzona została na podstawie wiarygodnych źródeł, zwłaszcza klasycznych i współczesnych herbarzy. Należy jednak zwrócić uwagę na częste zjawisko przypisywania rodom szlacheckim niewłaściwych herbów, szczególnie nasilone w czasie legitymacji szlachectwa przed zaborczymi heroldiami, co zostało następnie utrwalone w wydawanych kolejno herbarzach. Identyczność nazwiska nie musi oznaczać przynależności do danego rodu herbowego. Przynależność taką mogą bezspornie ustalić wyłącznie badania genealogiczne.
Pełna lista herbownych nie jest dziś możliwa do odtworzenia, także ze względu na zniszczenie i zaginięcie wielu akt i dokumentów w czasie II wojny światowej (m.in. w czasie powstania warszawskiego w 1944 spłonęło ponad 90% zasobu Archiwum Głównego w Warszawie, gdzie przechowywana była większość dokumentów staropolskich). Lista nazwisk znajdująca się w artykule pochodzi z Herbarza polskiego, Tadeusza Gajla (274 nazwisk). Występowanie na liście nazwiska nie musi oznaczać, że konkretna rodzina pieczętowała się herbem Półkozic. Często te same nazwiska są własnością wielu rodzin reprezentujących wszystkie stany dawnej Rzeczypospolitej, tj. chłopów, mieszczan, szlachtę. Jest to jednakże dotychczas najpełniejsza lista herbownych, uzupełniana ciągle przez autora przy kolejnych wydaniach Herbarza. Tadeusz Gajl wymienia następujące nazwiska uprawnionych do używania herbu Półkozic:
Aksamitowski.
Biały, Biedkowski, Bielicki, Bietkowski, Błażewski, Błażowski, Błędowski, Bobrkowski, Bobryk, Bobrykiewicz, Bobrykowicz, Bobrykowski, Bobrzykiewicz, Bogumiłowicz, Bogumiłowski, Bogusz, Boguszewicz, Bohusz, Bohuszewicz, Borzęcki, Borzym, Breński, Broniszewski, Broniszowski, Brzeński, Brzostowski.
Chmielewski, Chmielowski, Chorążyc, Chrząszczewski, Cichocki, Czark, Czarkowski, Czarnej, Czarnek, Czarnka, Czarnko, Czarnkowski, Czyżowski.
Danielecki, Danikowski, Danilecki, Dankowski, Dańkowski, Dąbkowski, Demczyński, Dłuski, Dobroszewski, Dobryszowski, Dorniak, Druszkowski, Drzewicki.
Galiński, Gardliński, Garliński, Giebułtowski, Gliński, Gliwiński, Gostjowski, Gostyjowski, Gostyński, Gradowski, Grodowski, Gronvald, Gronwaldski, Gutowski.
Herecki, Hińcza, Horecki.
Indyk, Istmont, Istmunt.
Jedleński, Jedliński, Jeleniewicz, Jurkowski, Justymont.
Kaliński, Kamieński, Karkliński, Kawiecki, Koczyński, Korkliński, Korycieński, Koskowski, Koszuba, Krzykowski, Krzywkowski, Kukiel, Kukwa, Kulwa, Kurdwanowski, Kurdynowski.
Laskowski, Lekarski, Lenarski, Lesiewicz, Lesiewski, Lesznicki, Leśnicki, Leśniewicz, Leśniowicz, Ligendziewicz, Ligęza, Linksa, Linksza, Linx, Lipnicki.
Łasiczewski, Łayszczewski, Łomanowicz.
Machnicki, Major, Marszewski, Marszowski, Mawolski, Mikołajewski, Młocki, Młodecki, Młodnicki, Mołdawski, Mołodawski, Mołodecki, Moszgowy, Mozgawa, Myślański.
Nasiełowski, Nasiłowski, Nasiński, Nasiołowski, Niesiołowski, Niewiarowicz, Niewiarowski, Niewierowicz, Niewierowski, Niewiński, Nikiel, Niwiński, Nowowiejski, Nykiel.
Obłąk, Obodyński, Opoczyński, Orlikowski.
Pachowski, Pawłowski, Pekur, Pełka, Perakładowski, Perekładowski, Petryk, Piekarski, Piestrzecki, Piestrzycki, Pietryk, Pikarski, Plechniewicz, Plichta, Pliszka, Pluchniewicz, Płochut, Pobikrowski, Podbielski, Pogorski, Pogoski, Pohorski, Pohoski, Polaski, Potrykowski, Potworowski, Pritzlewitz, Prostyński, Przemankowski, Przeradowski, Przesławski, Pułaski.
Radziszewski, Rokosz, Rucki, Rzeszowski.
Samochocki, Sawnowski, Seheń, Senkiewicz, Sepichowski, Sępichowski, Sieheń, Sienkiewicz, Siestrzeniec, Siostrzenic, Skotnicki, Sławiec, Smok, Snieżyński, Socha, Sopichowski, Stamierowski, Stamirowski, Starołęski, Stawisz, Strygocki, Strygucki, Strzałkowski, Strzygocki, Stypałkowski, Swenderski, Swęderski, Szczaniecki, Szczekowski, Szpakowski.
Śnieżyński, Śwenderski, Świderski, Świdziński, Świeczka, Świerzyński, Świeżyński.
Tabor, Taborowicz, Taborowski, Tabortowski, Taworowski, Tomasz, Trzciński, Trzewliński.
Udrzyński, Uszyński.
Wawrowski, Wąsicki, Wąszycki, Wielepnicki, Wielewiejski, Wielowiejski, Wielowieyski, Wildski, Wilęcki, Wilędzki, Wilski, Wintyłł, Wintyłło, Włodek, Wojeński, Wolski, Wołczek, Wrocimowski, Wroćmirowski.
Zagwojski, Zakrzewski, Zalasowski, Zalassowski, Zalaszowski, Zalazowski, Załazowski, Zasada, Zaszada, Zawadzki, Zawisza, Ziembicki, Ziemblicki, Złocki, Złotczski, Złotnicki, Zorewicz, Zwolski
Żebrowski, Żelazowski, Żenkiewicz, Żorewicz, Żórawski, Żurawski, Żychorowicz, Żygorowicz, Żyhorowicz.
Przynajmniej jedno z wymienionych nazwisk weszło do rodu herbowego Półkoziców za sprawą adopcji. Mowa o nazwisku Żelazowski – protoplaści tej rodziny, Stanisław, Hieronim i Jerzy, zostali adoptowania do herbu przez Zygmunta i Stanisława Ligęzów w 1555. Podobnych adopcji było więcej, ale nowo uszlachceni otrzymywali herby odmienione, dlatego też ich nazwiska nie figurują w spisie. Tak było w przypadku Mikołaja Utratowskiego, nobilitowanego w 1662 i Aleksandra Teodora Maskiewicza w 1676, Andrzeja i Izraela Choene (rok 1630), którzy przyjęli nazwisko Jaski (herb Jeski II), oraz Wawrzyńca Justimonti z roku 1580 (herb Justimonti, Józef Szymański nie klasyfikuje go jako odmianę). Na liście Tadeusza Gajla, znajdującej się po prawej stronie, widnieje też nazwisko Justymont. Jest to spowodowane faktem, że pewne opracowania pomijają odmianę w herbie Justimonti i utożsamiają go z Półkozicem. Czyni tak np. Piotr Nałęcz-Małachowski.

### Znani herbowni
Półkozice byli względnie małym rodem, więc wydali tylko kilka powszechnie znanych postaci. Do rodu należało dwóch uczestników bitwy pod Grunwaldem – Marcin z Wrocimowic, niosący w bitwie chorągiew królewską, i Jan Ligęza, dowódca 32 chorągwi, sygnatariusz Unii Horodelskiej. To właśnie Ligęzowie byli rodziną, z której wywodziło się najwięcej znanych Półkoziców. Hermolaus Ligęza był podskarbim wielkim koronnym w latach 1624–1631, z tego powodu herb Półkozic (sama tarcza) widnieje na monetach wyższych nominałów bitych w tym okresie
Do wysokich stanowisk w Rzeczypospolitej dotarł też Mikołaj Wolski ochmistrz dworu królowej Bony oraz jego wnuk Mikołaj Wolski, marszałek wielki koronny, dyplomata, starosta krzepicki i olsztyński, skarbnik rawski.
Godność biskupią (wileńską) dzierżył Wojciech Tabor (w 1492 podczas inauguracji włożył na głowę mitrę książęcą wielkiemu księciu Aleksandrowi; był zwolennikiem unii personalnej Polski i Litwy).
Samuel Orgelbrand pisze, że Półkozicem pieczętował się też Paweł z Przemankowa. Niepewne jest jednak źródło tej informacji, zważywszy na to, że Paweł z Przemankowa zmarł na długo przed pojawieniem się pierwszej znanej pieczęci czy zapiski dotyczącej Półkozica.

## Półkozic w literaturze
Sprzeczność symbolik oślej głowy została zabawnie opisana w anegdocie z epoki, przytoczonej w opracowaniu Dawna facecja polska:

Hermolaus Ligęza, który był podskarbim koronnym, kazał sobie herb w Wenecyjej na pieczęci rysować. Pyta go szermierz: Jaki? On rzekł, że ośla głowa. Rozgniewany Włoch, mniemając, że z niego szydzi, nałajał mu, że nie masz takiego żadnego błazna, co by miał szlachectwo z takim herbem przyjąć, i ten monarcha, który go dał, że nie za zasługi kawalerowi, ale jakiemu błaznowi: A toż idź precz, Polaku, a nie szydź ze mnie! Ledwie weń wmówił Ligęza, iż się przecie podjął rysować on ośli łeb. Potem go pyta: A na hełmie co za herb mam rysować? Rzekł Ligęza, że bucca cornuta (koza rogata). A Włoch pieczęcią o ziemię uderzył i do szpady się porwał, i nałajał jak psu Ligęzie, biorąc to sobie za despekt, aż musiał iść precz Ligęza, nie sprzeciwiwszy się.

Panu Rzeszowskiemu herbu Półkozic, dawniejszemu właścicielowi Wolicy Mikołaj Sęp Szarzyński dedykował wiersz Na Herb Półkoza alias Ośla Głowa, w którym starał się pogodzić wspomniane sprzeczne symboliki:

Pijane sługi dzieciom swym pokazowali
Spartani, chcąc, by sprosność pijaństwa w czas znali.
Mądrze! Poznanej wady w swym kształcie prawdziwym
By się nie strzegł, i będzież kto tak niebaczliwym?
Toż chciał (mnimam), w pierścieniu co dał Oślej Głowie
Miejsce naprzód: by głupstwa sprosność potomkowie
Na ten herb znali patrząc, mądrość mieli w cenie.
I dokazał tak, jako niesie me baczenie.

Półkozica miała według mickiewiczowskiego Pana Tadeusza używać rodzina Horeszków. Nazwisko to jednak nie pojawia się w przekazach dotyczących Półkoziców, choć na liście herbownych u Tadeusza Gajla figuruje podobne nazwisko – Horecki.

## Występowanie w heraldyce terytorialnej
Dawny herb Chrzanowa przedstawiał w polu błękitnym św. Mikołaja w stroju pontyfikalnym i tarczą z herbem Półkozic. Półkozic pochodził tu od Ligęzów – długoletnich właścicieli miasta. Herb w takiej formie przetrwał do rozbiorów. Przy projektowaniu herbu powiatu chrzanowskiego wprawdzie sięgnięto do historycznego herbu miasta, ale pozbawiono go tarczy z Półkozicem. Zachowało się również przedstawienie z nalepek reklamowych kawy z okresu międzywojennego, na którym w miejsce inicjałów znajdowały się ośle głowy, zaś święty stał na zielonej murawie.
Półkozic widniał też pierwotnie na pieczęciach założonego przez Ligęzów Przecławia. Zachował się na przedstawieniach pochodzących z XVI wieku. Wraz z przejściem na własność Koniecpolskich, miasto zaczęło używać herbu Pobóg, którego używa do dziś.
Herb Chełmka miał zawierać godło z herbu Ligęzów, właścicieli miasta w XV wieku, ale przez nieznajomość heraldyki, projektanci umieścili w nim głowę łosia, a nie osła.
Herb Zaklikowa to Półkozic rodu Czyżewskich, spowinowaconego z założycielami miasta, Zaklikami, którzy przejęli po nich spuściznę rodową.

## Odmiany, wersje arystokratyczne oraz alternatywne przedstawienia herbu
Z racji relatywnie małej liczby herbownych nie wykształciła się duża ilość odmian herbu. Trzy pochodzą z nobilitacji wspomnianych wcześniej: Jeski II, Maskiewicz i Utratowski. Istniały też dwie odmiany o nieznanej genezie. Pierwsza, Machnicki, używana była przez rodzinę pochodzenia śląskiego. Przysługiwać miała ona także Sawnowskim (Ostrowski nazywa ich Sarnowskimi, Gajl przyjmuje wersję Leopolda Zedlitz-Neukircha). Taką samą odmianę Zedlitz-Neukirch podaje też dla innej śląskiej rodziny – Pritzelwitzów (autor sugeruje wspólne pochodzenie tych rodzin). Druga odmiana o nieznanym pochodzeniu, Radziejowski, używana była przez rodzinę zamieszkałą w poznańskiem. 15 kwietnia 1589 Mikołaj Wolski, w nagrodę za udział w obronie Krakowa przed arcyksięciem Maksymilianem, adoptował wyżej wspomnianego Wawrzyńca Justimontiego z Bolonii, w wyniku czego powstał herb Justimonti. Herb ten nie jest w literaturze opisywany jako Półkozic odmienny. Ponadto Władysław Wielowieyski z Wielkiej Wsi otrzymał w 1825 austriacki tytuł baronowski, czego efektem było powstanie herbu Wielowieyski.
Juliusz Karol Ostrowski przytacza jeszcze odmiany numerowane II-VII, ale są to raczej różne przedstawienia Półkozica na przestrzeni wieków, odmiany tarczy, maniery itp.:
- Półkozic II i III – tarcza starofrancuska, pole niewiadome – wizerunki z pieczęci Pawła z Bogumiłowic i Moniwida, dzierżawcy grodzieńskiego.
- Półkozic IV – tarcza starofrancuska, pole niewiadome, labry, klejnot – ośla głowa z szyją. Wizerunek z pieczęci Michała z Kromołowa i Jana z Czyżowa.
- Półkozic V – tarcza starofrancuska, pole czerwone – wizerunek z Herbarza Arsenalskiego.
- Półkozic VI – godło na renesansowym kartuszu, brak barw. Jest to wizerunek z herbarzyka Ambrożego z Nysy.
- Półkozic VII – tarcza francuska, brak barw, labry, klejnot w lewo. Tak przedstawił herb Wijuk Kojałowicz.